# Кутне (заказник)
Ку́тне — загальнозоологічний заказник загальнодержавного значення в Україні. Розташований у межах Овруцького району Житомирської області, на північний схід від села Виступовичі.
Площа 922 га. Створений у 1983 році. Перебуває у віданні ДП «Овруцький спецлісгосп».
Охороняється болотний масив — місце оселення багатьох видів тварин. Більша частина масиву є сфагновим болотом, на якому зростають багно, чорниця, журавлина звичайна, а також журавлина дрібноплода — рідкісний вид, занесений до Червоної книги України.
Тут гніздуються болотні та водоплавні птахи, глушці, тетеруки. Є поселення бобрів та ондатри.